# Генріх Молодий
Генріх Молодий (або Молодий король) (англ. Henry the Young King; 28 лютого 1155 — 11 червня 1183) — співкороль Англії у 1170–1183 роках.

## Життєпис
Походив з династії Плантагенетів. Син Генріха II, короля Англії, та Елеонори, герцогині Аквітанської. Замолоду його виховував Томас Бекет, майбутній архієпископ Кентерберійський.
14 червня 1170 року, згідно з французькою традицією, Генріха було короновано. Офіційно він став співправителем батька. Проте до реальної влади його не було допущено. Це викликало невдоволення молодого принца. До того ж його підбурював тесть Людовик VII, король Франції, й мати Елеонора Аквітанська. Все це призвело до повстання у 1173 році. Для цього було укладено союзи із Францією та Шотландією. Ситуація для Генріха II склалася тяжкою — значна частина володінь опинилася у руках бунтівників. Лише активні дії Річарда Фіцжильбера, графа Пемброка, врятували становище. Зрештою Генріх Молодий був вимушений здатися й замиритися із батьком.
У 1179 році Генріх Молодий у Реймсі представляв батька на коронації Філіппа II Капета.
У 1181 році почалося повстання французьких васалів короля Генріха II — Вільгельма та Емара, графів Ангулемських, Емара Лімозького, Іллі Перігорського. На придушення бунтівників було спрямовано Генріха Молодого та його брата Готфріда. Вони перейшли на бік повсталих феодалів. Втім неузгодженість дій цих змовників призвела їх до поразки. Наприкінці 1182 року Генріх перебіг до батька.
У 1183 році Генріх II із синами зібрався у Кані (Нормандія). Тут він надав Генріху Молодому титули герцога Нормандського, графа Анжуйського, Менського. При цьому за молодим Плантагенетом зберігався титул короля Англії. У зв'язку з цим Генріх II наказав іншим синам — Готфріду від імені герцогства Бретань та Річарду — скласти васальну присягу Генріху Молодому. Якщо Готфрід погодився, то Річард відмовився. Це призвело до нового протистояння. Річард уклав союз із Францією. Генріх II наказав своїм синам — Генріху Молодому та Готфріду — відібрати герцогство Аквітанське у Річарда. Втім останнього підтримала місцева знать. Тоді Генріх Молодий уклав союз з Філіппом II проти Річарда. Це загрожувало втратою Аквітанії на користь Франції. Тому, у свою чергу, Генріх II підтримав Річарда.
Зрештою Генріх Молодий втратив будь-яку підтримку. Він очолив збройні загони, які більше скидалися на розбійників. Під час одного з походів він захворів на дизентерію й помер 11 червня 1183 року у замку Мартель поблизу Ліможа.
Похований в Руанському соборі.

## Родина
Дружина — Маргарита (1157—1197), донька Людовика VII, короля Франції.
Діти:
- Вільгельм (1177)